# Georg Friedrich Schnittspahn
Georg Friedrich Schnittspahn (* 3. Januar 1810 in Darmstadt; † 22. Dezember 1865 ebenda) war ein deutscher Zoologe, Botaniker und Pädagoge.
Sein botanisches Autorenkürzel lautet „Schnittsp.“

## Leben

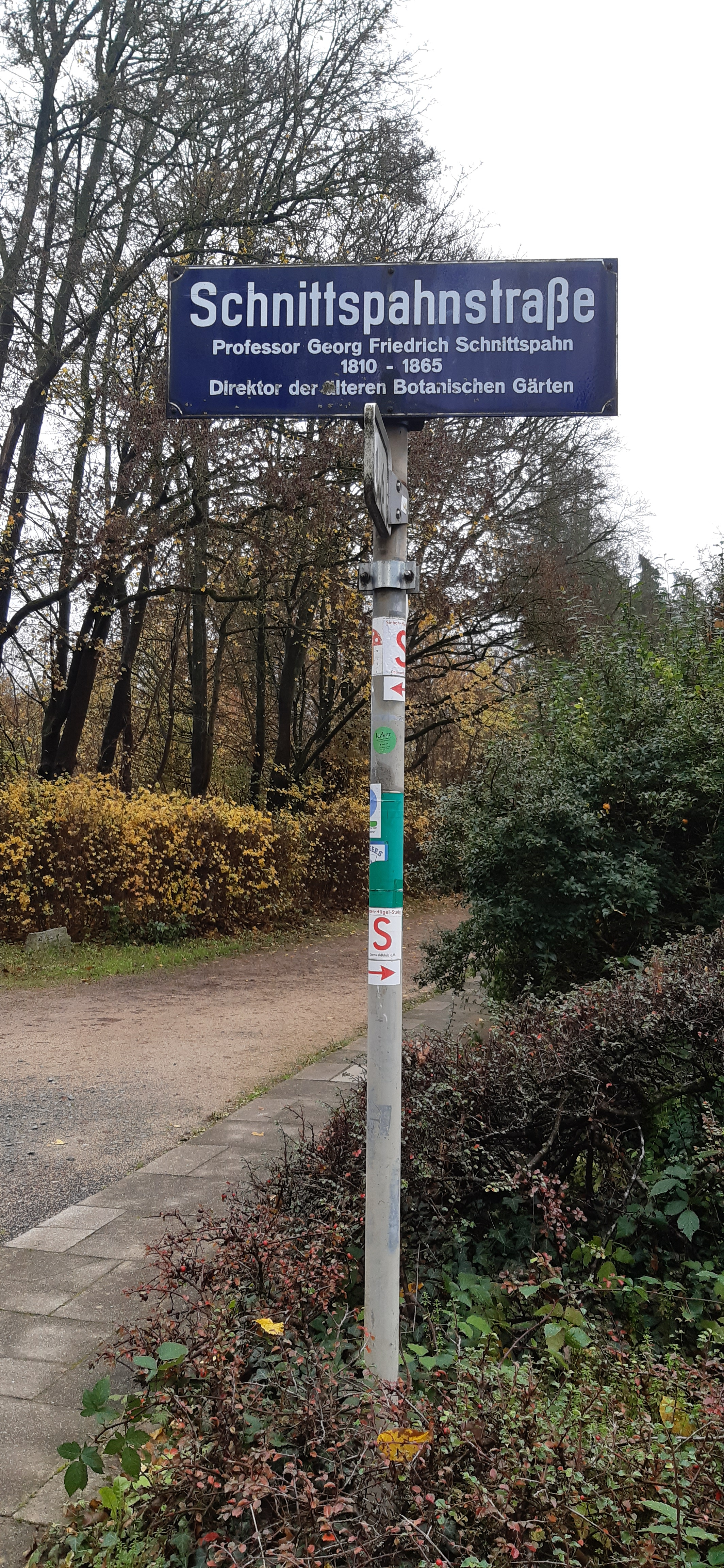
Straßenname von Schnittspahn am Botanischen Garten Darmstadt

Georg Friedrich Schnittspahn entstammte einer Darmstädter Familie von Hofgärtnern. Er wurde als dritter und jüngster Sohn des Hofgärtners Johann August Schnittspahn (1763–1842) in Darmstadt geboren. Bereits sein Großvater Bernhard Schnittspahn (1726–1787) hatte dieses Amt inne.
Georg Schnittspahn besuchte das Pädagog in Darmstadt. Danach wurde er von Johannes Hess gefördert, der 1814 den ersten Botanischen Garten im Schlossgraben in Darmstadt begründet hatte. Er erhielt eine Ausbildung als Gärtner und war im Botanischen Garten in Darmstadt tätig. 1829 erhielt er ein halbjähriges Stipendium von Großherzog Ludwig I. (Hessen-Darmstadt), das ihm einen Aufenthalt am Jardin des Plantes in Paris erlaubte. Nach seiner Rückkehr war er an der Verlegung des Botanischen Gartens in den nördlichen Teil des Herrngartens beteiligt. Im Jahre 1831 übernahm er die Lehrerstelle für Botanik an der Landwirtschaftlichen Lehranstalt von Heinrich Wilhelm von Pabst in Kranichstein. Hier unterrichtete er bis 1838.
In der Wohnung von Georg Friedrich Schnittspahn soll am 8. April 1835 der Gartenbauverein Darmstadt gegründet worden sein, dessen Sekretär er lange Zeit war.
Am 19. Juli 1836 wurde Schnittspahn zum Inspektor des Botanischen Gartens und des Botanischen Kabinetts in Darmstadt, das 1830 gegründet wurde. Er übernahm diese Ämter von Johannes Hess, der 1837 verstarb. 1836 wurde Schnittspahn auch zum provisorischen Lehrer für Botanik an der Realschule.
1841 wurde er zum ständigen Lehrer der Botanik, Zoologie und Produktenkunde an der 1836 gegründeten Höheren Gewerbeschule, einer Vorgängereinrichtung der TH Darmstadt. Am 18. Mai 1841 wurde ihm auch die Oberleitung des Botanischen Gartens übertragen, der auf Anregung von Ernst Schleiermacher der TH Darmstadt dauerhaft zugeordnet wurde. 1849 wurde Schnittspahn als Nachfolger seines älteren Bruders Gottfried Schnittspahn zum Hofgartendirektor ernannt. Am 28. Februar 1855 erhielt er den Titel Direktor des Botanischen Gartens. 
Schnittspahn organisierte in seiner langen Dienstzeit mehrere Verlegungen des Botanischen Gartens. So 1838 auf das Gelände der Landeswaisenanstalt in der Nähe des Kleinen Woog, 1849 in den Großherzoglichen Lustgarten am Wilhelminenplatz und schließlich 1864 in den Meiereipark an der Frankfurter Straße und Schloßgartenstraße. 
Schnittspahn war 1845 Mitbegründer des Naturhistorischen Vereins des Großherzogtums Hessen und Mitglied zahlreicher botanischer und naturforschender Gesellschaften.
Im Frühjahr 1865 trat bei Georg Friedrich Schnittspahn ein Leberleiden auf, an dem er im Dezember 1865 verstarb.
Seit 7. Juli 1838 war Schnittspahn mit Marie Stein (1816–1897) verheiratet. Aus der Ehe gingen zwei Töchter hervor.

## Ehrungen
- 1861: Ehrenmitglied des Erfurter Gartenbauvereins.
- Nach Georg Friedrich Schnittspahn wurde die Straße in Darmstadt benannt, die von der Heinrichstraße abzweigt und zum Botanischen Garten hinführt.
- Nach ihm benannt ist die Pflanzengattung Schnittspahnia Rchb. aus der Familie der Annonaceae.[1]

## Schriften
- Flora der phanerogamischen Gewächse des Großherzogtums Hessen. Verlag von Johann Philipp Diehl, Darmstadt 1839.
  - drei weitere Auflagen unter dem Titel Flora der Gefässe-Pflanzen des Grossherzogthums Hessen. Verlag von Johann Philipp Diehl, Darmstadt 1846, 1853 und 1865 (online).